# Aşağıçamurdere (Çayırlı)
Aşağıçamurdere (anciennement Çamurdere) est un village du district de Çayırlı dans la province d'Erzincan, en Turquie